# Villethierry
Villethierry ist eine französische Gemeinde mit 800 Einwohnern (Stand: 1. Januar 2022) im Département Yonne in der Region Bourgogne-Franche-Comté. Sie gehört zum Arrondissement Sens und zum Kanton Gâtinais en Bourgogne (bis 2015: Kanton Pont-sur-Yonne). 

## Geografie
Villethierry liegt etwa 17 Kilometer westnordwestlich von Sens an der Orvanne. Umgeben wird Villethierry von den Nachbargemeinden Saint-Agnan im Norden, Chaumont im Norden und Nordosten, Champigny im Nordosten, Lixy im Osten und Südosten, Vallery im Süden, Blennes im Westen und Südwesten sowie Diant im Nordwesten. 

## Bevölkerungsentwicklung
| 1962                       | 1968 | 1975 | 1982 | 1990 | 1999 | 2006 | 2013 |
| -------------------------- | ---- | ---- | ---- | ---- | ---- | ---- | ---- |
| 350                        | 293  | 287  | 384  | 598  | 697  | 739  | 832  |
| Quellen: Cassini und INSEE |      |      |      |      |      |      |      |

## Sehenswürdigkeiten
- Kirche Saint-Loup aus dem 12. Jahrhundert

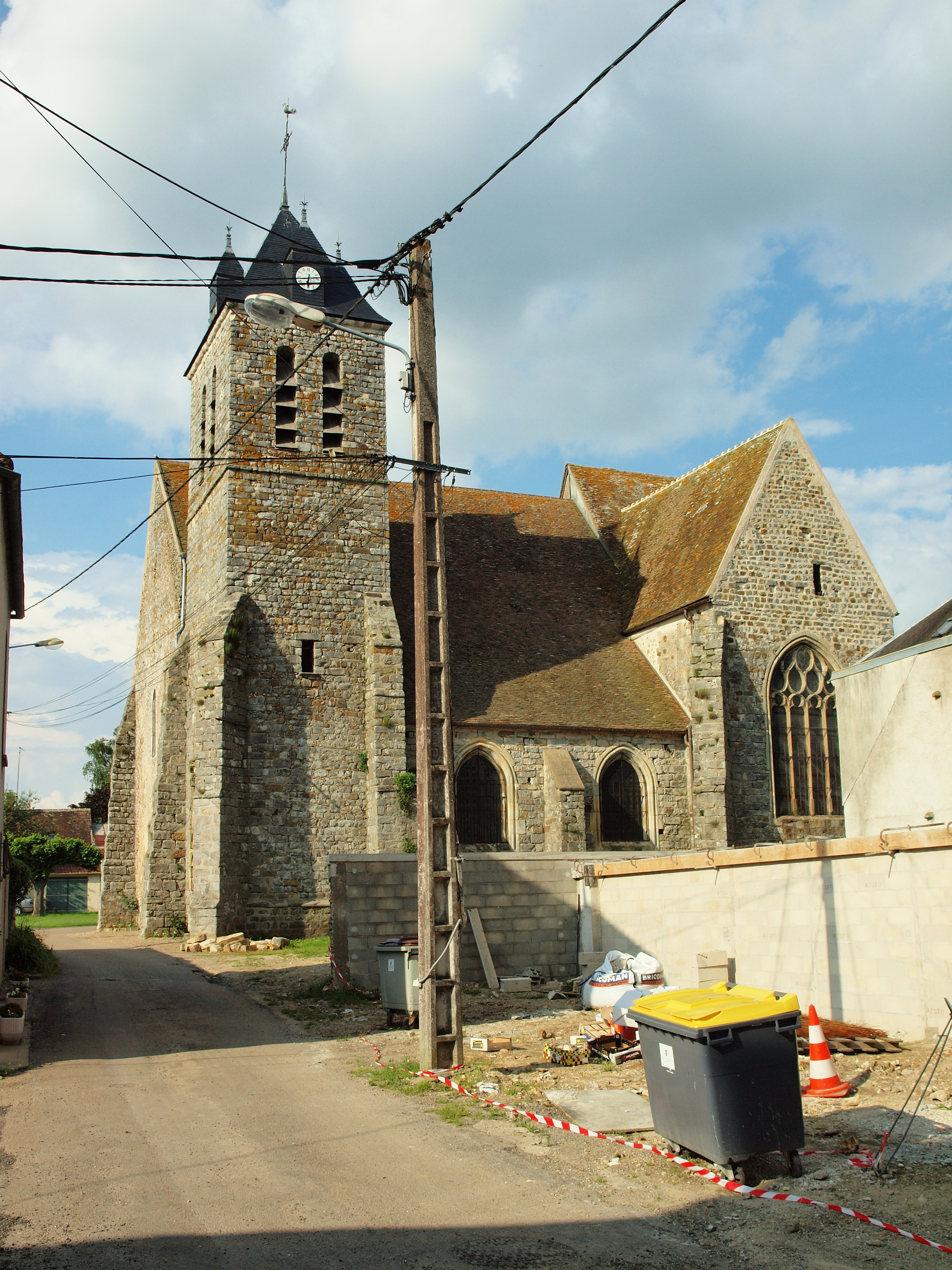
Kirche Saint-Loup

- Leuchtfeuer